# Bridgesia incisifolia
Bridgesia incisifolia är en kinesträdsväxtart som beskrevs av Bert. och Jacques Cambessèdes. Bridgesia incisifolia ingår i släktet Bridgesia och familjen kinesträdsväxter. Inga underarter finns listade i Catalogue of Life.